# 井上康生
井上康生（1978年5月15日—）是一名日本男子柔道运动员。他在2000年悉尼夏季奥林匹克运动会中，参加了男子柔道比赛并获得100公斤级金牌。